# Gaudí a la millor pel·lícula
El Gaudí a la millor pel·lícula és un dels premis que concedeix anualment l'Acadèmia del Cinema Català en la cerimònia dels Premis Gaudí des de l'any 2009, quan es van crear.
En aquest premi només poden concórrer les produccions en què la versió original és en català i s'atorga als productors de la pel·lícula guanyadora. La categoria de Millor Pel·lícula sol ser el darrer premi de la nit i es considera el guardó més prestigiós de la cerimònia.
La categoria es va dir Gaudí a la millor pel·lícula en llengua catalana des de la primera cerimònia el 2009 fins a la sisena el 2014.

## Palmarès

### Dècada dels 2000
| Any  | Pel·lícula          | Director/s                 |
| ---- | ------------------- | -------------------------- |
| 2009 | El cant dels ocells | Albert Serra               |
| 2009 | Forasters           | Ventura Pons               |
| 2009 | Myway               | Josep Antoni Salgot i Vila |
| 2009 | Road Spain          | Jordi Vidal                |

### Dècada dels 2010
| Any  | Pel·lícula                           | Director/s                                           |
| ---- | ------------------------------------ | ---------------------------------------------------- |
| 2010 | Tres dies amb la família             | Mar Coll                                             |
| 2010 | Trash                                | Carles Torras                                        |
| 2010 | V.O.S. (Versió Original Subtitulada) | Cesc Gay                                             |
| 2010 | Xtrems                               | Abel Folk Joan Riedweg                               |
| 2011 | Pa negre                             | Agustí Villaronga                                    |
| 2011 | Elisa K                              | Judith Colell Jordi Cadena                           |
| 2011 | Herois                               | Pau Freixas                                          |
| 2011 | La mosquitera                        | Agustí Vila                                          |
| 2012 | Eva                                  | Kike Maíllo                                          |
| 2012 | Bruc. La llegenda                    | Daniel Benmayor                                      |
| 2012 | Catalunya über alles!                | Ramon Térmens                                        |
| 2012 | Open 24h                             | Carles Torras                                        |
| 2013 | Blancaneu                            | Pablo Berger                                         |
| 2013 | El bosc                              | Óscar Aibar                                          |
| 2013 | Els nens salvatges                   | Patricia Ferreira                                    |
| 2013 | Fènix 11·23                          | Joel Joan Sergi Lara                                 |
| 2014 | La plaga                             | Neus Ballús                                          |
| 2014 | Barcelona, nit d'estiu               | Dani de la Orden                                     |
| 2014 | Fill de Caín                         | Jesús Monllaó Plana                                  |
| 2014 | Tots volem el millor per a ella      | Mar Coll                                             |
| 2015 | Rastres de sàndal                    | Maria Ripoll                                         |
| 2015 | Born                                 | Claudio Zulian                                       |
| 2015 | L'altra frontera                     | André Cruz Shiraiwa                                  |
| 2015 | Stella Cadente                       | Lluís Miñarro                                        |
| 2016 | El camí més llarg per tornar a casa  | Sergi Pérez                                          |
| 2016 | Barcelona, nit d'hivern              | Dani de la Orden                                     |
| 2016 | L'adopció                            | Daniela Fejerman                                     |
| 2016 | Un dia perfecte per volar            | Marc Recha                                           |
| 2017 | La propera pell                      | Isaki Lacuesta i Isa Campo                           |
| 2017 | El rei borni                         | Marc Crehuet                                         |
| 2017 | Les amigues de l'Àgata               | Laia Alabart, Alba Cros, Laura Rius i Marta Verheyen |
| 2017 | Tots els camins de Déu               | Gemma Ferraté                                        |
| 2018 | Estiu 1993                           | Carla Simón                                          |
| 2018 | Brava                                | Roser Aguilar                                        |
| 2018 | Incerta glòria                       | Agustí Villaronga                                    |
| 2018 | La película de nuestra vida          | Enrique Baró                                         |
| 2019 | Les distàncies                       | Elena Trapé                                          |
| 2019 | Formentera Lady                      | Pau Durà                                             |
| 2019 | Jean-François i el sentit de la vida | Sergi Portabella                                     |
| 2019 | Yo la busco                          | Sara Gutiérrez Galve                                 |

### Dècada dels 2020
| Any  | Pel·lícula                            | Director/s                                 |
| ---- | ------------------------------------- | ------------------------------------------ |
| 2020 | Els dies que vindran                  | Carlos Marqués-Marcet                      |
| 2020 | 7 raons per fugir                     | Esteve Soler, Gerard Quinto i David Torras |
| 2020 | El viatge de la Marta (Staff Only)    | Neus Ballús                                |
| 2020 | La innocència                         | Lucía Alemany                              |
| 2021 | La vampira de Barcelona               | Lluís Danés                                |
| 2021 | La dona il·legal                      | Ramon Térmens                              |
| 2021 | L'ofrena                              | Ventura Durall                             |
| 2021 | Les dues nits d'ahir                  | Pau Cruanyes i Gerard Vidal                |
| 2022 | Sis dies corrents                     | Neus Ballús                                |
| 2022 | El ventre del mar                     | Agustí Villaronga                          |
| 2022 | Tros                                  | Pau Calpe Rufat                            |
| 2022 | Visitant                              | Alberto Evangelio                          |
| 2023 | Alcarràs                              | Carla Simón                                |
| 2023 | El fred que crema                     | Santi Trullenque                           |
| 2023 | Nosaltres no ens matarem amb pistoles | Maria Ripoll                               |
| 2023 | Suro                                  | Mikel Gurrea                               |
| 2024 | Creatura                              | Elena Martín                               |
| 2024 | Saben aquell                          | David Trueba                               |
| 2024 | Els encantats                         | Elena Trapé                                |
| 2024 | La imatge permanent                   | Laura Ferrés                               |
| 2025 | El 47                                 | Marcel Barrena                             |
| 2025 | Casa en flames                        | Dani de la Orden                           |
| 2025 | Salve Maria                           | Mar Coll                                   |
| 2025 | Mamífera                              | Liliana Torres                             |